# Модзалевский, Лев Борисович
Лев Бори́сович Модзале́вский (27 июля [9 августа] 1902, Санкт-Петербург — 26 июня 1948, близ станции Вышний Волочок) — русский и советский историк литературы, пушкинист, архивист.
Сын известного историка литературы и генеалога Б. Л. Модзалевского, внук известного педагога Л. Н. Модзалевского.

## Биография
Выпускник школы К. Мая (1919). В 1925 году окончил факультет языкознания и материальной культуры Ленинградского университета. С 1919 года работал в различных книгохранилищах и архивах Ленинграда. C 5 декабря 1925 года был помощником архивиста в Архиве Российской Академии наук; с 1934 года — старший научный сотрудник. Модзалевским были открыты и описаны считавшиеся утраченными бумаги академиков Г. И. Лангсдорфа и И. И. Редовского. Параллельно со службой в академическом архиве по совместительству и договорам Л. Б. Модзалевский работал в Институте новой русской литературы (ИРЛИ РАН). В 1941 году Л. Б. Модзалевский был временно уволен из Института литературы, оставаясь штатным сотрудником Архива Академии наук. Участвовал в рытье окопов и тушении зажигательных бомб, а также в спасении научных и культурных ценностей в учреждениях Академии наук. В 1942 году Л. Б. Модзалевский вместе с семьёй был эвакуирован в Елабугу, где стал заведующим кафедрой русской литературы, вывезенного в этот город Воронежского университета. Затем он был учёным секретарём Музейной и Архивной комиссий АН СССР (1943—1948). В мае 1944 года вернулся в Ленинград, где в 1947 году защитил докторскую диссертацию на тему «Ломоносов и его литературные отношения в Академии наук (1751—1763)».
26 июня 1948 года Л. Б. Модзалевский погиб на полотне железной дороги, будучи сброшенным с поезда Ленинград-Москва при невыясненных обстоятельствах; тело было обнаружено на станции Вышний Волочок.
Похоронен на Волковском православном кладбище (Санкт-Петербург).

## Семья
Отец — Борис Львович Модзалевский (1874—1928), библиограф, литературовед-пушкинист, один из основателей Пушкинского Дома. Мать — Екатерина Васильевна Решеткина (1873—1938/41).
Первая жена (1925—1937) — Наталья Николаевна Модзалевская (урожд. Граве) (1905—1989), дочь Николая Владимировича Граве (1869—1931) и Натальи Александровны Шахматовой (1880—1921).
Дети от первого брака:
- Борис (1926—2005), инженер-испытатель, полковник.
- Николай (1928—2013), артиллерист, инженер-подполковник.
- Марина (1934), инженер-теплотехник, кандидат технических наук.

Вторая жена (1937—1948) — Евгения Алексеевна Модзалевская (урожд. Фаворская, в первом браке Брюн) (1909—1983), геолог, кандидат геолого-минералогических наук, дочь Алексея Ивановича Фаворского (1883—1921), военного, и Варвары Николаевны Додоновой (1890—1968). Дети от Сергея Львовича Брюна (Брюн де Сент-Ипполит) (1912—1934), геолога: Елена Сергеевна Брюн (1931—2013) и Ипполит Сергеевич Брюн (1933).
Дети от второго брака:
- Татьяна (1937), геолог, кандидат геолого-минералогических наук.
- Людмила (1941—1942).

## Научная деятельность
Наибольшее значение имеют труды Модзалевского по научному описанию рукописей А. С. Пушкина и М. В. Ломоносова. Также им составлены комментарии к письмам Пушкина 1831—1833 (т. 3, 1935), в Полном собрании сочинений (т. 6, 1938) и к письмам Ломоносова (т. 8, 1948). Подготовил большую часть писем к Пушкину в академическом издании его сочинений.

### Избранные труды
- Рукописи Пушкина в собрании Государственной Публичной библиотеки в Ленинграде. — Л., 1929.
- Разговоры Пушкина. — М.: Федерация, 1929 (совместно с С. Я. Гессеном). ; репринт. изд.: М.: Политиздат, 1991.
- Библиотека Пушкина. Новые материалы // Литературное наследство [А. С. Пушкин]. — М. : Жур.-газ. объединение, 1934. — Т. 16/18. — 1183 с. — (Литературное наследство / отв. ред. П. И. Лебедев-Полянский; зам. ред. М. Б. Храпченко; зав. ред. И. С. Зильберштейн ; т. 16/18). — 10 000 экз. — ISSN 0130-3627.
- Тень Фон-Визина // Пушкин. Временник Пушкинской комиссии. — М.; Л., 1936. — [Т.] 1.
- Рукописи Пушкина, хранящиеся в Пушкинском доме. Научное описание. — М.; Л., 1937 (совместно с Б. В. Томашевским).
- Рукописи Ломоносова в АН СССР. Научное описание. — М.; Л.: Изд-во АН СССР, 1937.